# Pansarbrigad 58
Pansarbrigad 58, förkortat PB 58, var ett typförband i inom pansarbrigaderna i svenska armén och var aktivt åren 1959–1969, där Älvsborgsbrigaden var den sista brigaden att lämna organisationen 1969.
Det svenska försvaret har mött hotförändringen med en vapenutveckling, som anpassats till den svenska terrängen och ekonomin. Organisation och taktik har kontinuerligt förändrats. De svenska brigaderna förnyades och förbättrades vart tionde år, vilket översikten nedan visar. Pansarbrigad 58 blev den pansarbrigad med minst antal stridsvagnar (48st) där stridsvagnskompanierna organiserades med 3 plutoner x 3 stridsvagnar +  ledningstropp x 2 stridsvagnar, detta var en anpassning till det tillgängliga antalet stridsvagnar.  Organisationsförändringar och tillförsel av nya vapen skedde dock under hela den 10-årsperiod som organisationen var i bruk. Pansarbrigad 58 kom att ersättas 1963 av Pansarbrigad 63 (PB 63).

## Pansarbrigadens organisation
| Förband                 | Truppslag                             |
| ----------------------- | ------------------------------------- |
| Pansarbrigadstab        | Pansartrupperna                       |
| Pansarspaningskompaniet | Pansartrupperna eller pansarinfanteri |

### Bataljoner
Brigaden byggdes upp med hjälp av samtliga truppslag inom armén. Modellen nedan visar hur Pansarbrigad 58 var organiserad.
| I. pansarbataljon            | Truppslag       |
| ---------------------------- | --------------- |
| Pansarbataljonsstab          | Pansarinfanteri |
| 1. pansarskyttekompaniet     | Pansarinfanteri |
| 2. pansarskyttekompaniet     | Pansarinfanteri |
| 3. stridsvagnskompaniet      | Pansartrupperna |
| 4. pansarunderstödskompaniet | Pansarinfanteri |
| 5. pansartrosskompaniet      | Pansarinfanteri |

| II. pansarbataljon           | Truppslag       |
| ---------------------------- | --------------- |
| Pansarbataljonsstab          | Pansarinfanteri |
| 6. pansarskyttekompaniet     | Pansarinfanteri |
| 7. pansarskyttekompaniet     | Pansarinfanteri |
| 8. stridsvagnskompaniet      | Pansartrupperna |
| 9. pansarunderstödskompaniet | Pansarinfanteri |
| 10. pansartrosskompaniet     | Pansarinfanteri |

| III. pansarbataljon           | Truppslag       |
| ----------------------------- | --------------- |
| Pansarbataljonsstab           | Pansarinfanteri |
| 11. pansarskyttekompaniet     | Pansarinfanteri |
| 12. pansarskyttekompaniet     | Pansarinfanteri |
| 13. stridsvagnskompaniet      | Pansartrupperna |
| 14. pansarunderstödskompaniet | Pansarinfanteri |
| 15. pansartrosskompaniet      | Pansarinfanteri |

| Pansarunderstödsbataljon          | Truppslag       |
| --------------------------------- | --------------- |
| Pansarunderstödsbataljonsstab     | Pansartrupperna |
| Brigadstridsvagnskompani          | Pansartrupperna |
| Pansarskyddskompani               | Pansarinfanteri |
| Tungt granatkastarkompani x 2     | Pansarinfanteri |
| Pansarluftvärnskompani utbildades | Luftvärnet      |

| Pansardivision (Artilleri) | Kommentar               |
| -------------------------- | ----------------------- |
| Divisionsstab              |                         |
| 1. pjäsbatteriet           | 4x 10,5 cm Haubits m/40 |
| 2. pjäsbatteriet           | 4x 10,5cm haubits m/39  |
| 3. pjäsbatteriet           | 4x 10,5cm haubits m/39  |
| 4. trossbatteriet          |                         |

| Pansaringenjörbataljon           | Kommentar |
| -------------------------------- | --------- |
| Pansaringenjörsbataljonsstab     |           |
| Pansaringenjörskompani x 2       |           |
| Pansaringenjörsmaterialkompaniet |           |

| Pansarunderhållsbataljon (Trängtrupper) | Kommentar |
| --------------------------------------- | --------- |
| Pansarunderhållsbataljonsstab           |           |
| Pansartransportkompaniet                |           |
| Pansarintendenturkompaniet              |           |
| Pansarsjukvårdskompaniet                |           |
| Pansarreparationskompaniet              |           |

|                          | Stridsvagnskompani | Stab     |
| ------------------------ | ------------------ | -------- |
| I. pansarbataljon        | 11 vagnar          | 0        |
| II. pansarbataljon       | 11 vagnar          | 0        |
| III. pansarbataljon      | 11 vagnar          | 0        |
| Pansarunderstödsbataljon | 11 vagnar          | 2 vagnar |
| Brigadstab               | 0                  | 2 vagnar |